# 대한민국 민법 제333조
대한민국 민법 제333조는 동산질권의 순위에 대한 민법 조문이다.

## 조문
제333조(동산질권의 순위) 수개의 채권을 담보하기 위하여 동일한 동산에 수개의 질권을 설정한 때에는 그 순위는 설정의 선후에 의한다.